# ملعب بورصة أتاتورك
ملعب بورصة أتاتورك (بالتركية: Bursa Atatürk Stadyumu)‏ هو ملعب متعدد الاستخدام يقع في مدينة بورصة التركية . غالباً ما يتم استخدامه لمباريات كرة القدم. وهو الملعب الخاص لنادي بورصاسبور سعة الملعب تبلغ 25,213 متفرج. تم افتتاح الملعب في سنة 1979. وكان قائماً في نفس المكان ملعب بسيط لهواة كرة القدم بسعة 300 مقعد مُنذ 1930.

## توسيع الملعب
شهد الملعب تجديدات واسعة بعد موسم 2009-2010، الذي شَهِد فوز بورصاسبور بالدوري. وذلك ليتوافق الملعب مع لوائح الاتحاد الأوروبي لكرة القدم، والمُشاركة بدوري أبطال أوروبا 2010-11. السِّعة الأصلية للملعب كانت 18,517 مقعد، ثم أصبح 25,213 مقعد بعد التوسعة، مع تحسينات أخرى جديدة تجري باستمرار.
كان الملعب من اإحدى لملاعب التسعة المرشحة لاستضافة تركيا بطولة أمم أوروبا لكرة القدم 2016، والتي فازت بها فرنسا بنهاية المطاف.